# Bob Wiesenhahn
Robert B. Wiesenhahn jr., detto Bob (Cincinnati, 22 dicembre 1938), è un ex cestista statunitense, professionista nella NBA.

## Carriera
Venne selezionato dai Cincinnati Royals al secondo giro del Draft NBA 1961 (16ª scelta assoluta).

## Palmarès
- Campione NCAA (1961)